# Michalis Kaltezas
Michalis Kaltezas (griechisch Μιχάλης Καλτεζάς, * 1970 Athen; † 19. November 1985 ebenda) war ein griechischer Jugendlicher. Er wurde im Alter von 15 Jahren bei Zusammenstößen mit Sicherheitskräften im Athener Viertel Exarchia durch einen Kopfschuss getötet.
Bei den sozialen Protesten in Athen schoss der Polizist Athanasios Melistas dem Jugendlichen Michaelis Kaltezas in den Kopf. Die Erschießung von Michaelis Kalezas führte zu landesweiten schweren Protesten der Bevölkerung gegen die Obrigkeit. Kaltezas gilt als Märtyrer der griechischen linken und autonomen Szene. Der Polizist Athanasios Melistas erhielt eine Bewährungsstrafe und wurde Anfang 1990 freigesprochen.
Im Dezember 2008 wurde erneut ein 15-jähriger Jugendlicher bei Protesten durch die Polizei erschossen. Diese Tat geschah ebenfalls im Viertel Exarchia unter ähnlichen Umständen. Danach kam es wieder zu landesweiten schweren Protesten.